# Manuel Herrero Palacios
Manuel Herrero Palacios (1911 - 1992) fue un arquitecto municipal de Madrid, que poseyó el cargo de director de Parques y Jardines Municipales en los años 60.

## Biografía
En 1949, ganó en un concurso público, el proyecto para diseñar el monumento a los caídos, situado en la Plaza de la Moncloa.
En 1959 reformó la Puerta del Sol, incorporando en su centro una zona ajardinada así como dos fuentes, que en posteriores reformas de la plaza fueron retiradas y trasladadas en 1985 al paseo de Federico García Lorca, en el distrito de Vallecas.
Reformó otros lugares de interés en Madrid.

## Obras
- Las fuentes océanas de la Plaza de Colón (inauguradas en 1970 con una pared de sesenta metros de agua, se desactivaron en el 2002) y el Centro Cultural de la Villa.
- Fuente de Plaza de España.
- Fuente de la Red de San Luis.
- Reformas en el Palacio de los Vargas en la Casa de Campo (1967).
- Reformas en el templo funerario de Debod (1968 - 1971).